# ルワン・ウィチットワータカーン

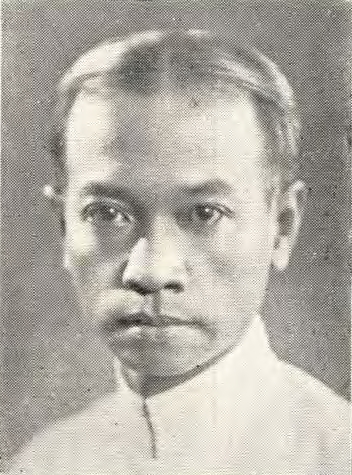
ルワン・ウィチットワータカーン

ルワン・ウィチットワータカーン（หลวงวิจิตรวาทการ、1898年 - 1962年）は、タイ王国の政治家、文学者、民族主義者。大東亜戦争時の駐日タイ王国大使。外務大臣、大蔵大臣、商務大臣、経済大臣を歴任した。最終階級は陸軍少将。
華僑の出身だが文壇では華僑を批判し、愛国的色彩の濃い作品を発表した。政治家としてはパホン政権、ピブーン政権、サリット政権で大臣を務めた。ルワン・ウィチットワータカーンは官位・欽錫名である。

## 経歴
チャオプラヤー川流域のウタイターニー県サケークラン郡出身。華僑商人であるイン・ワッタナパリダー（อิน วัฒนปฤดา ）の息子で漢名は金良（キムリアン、กิม เหลียง）。 
初等教育を終えるとバンコクへ上京しワット・マハータート（仏教寺院）でパーリ語を学んだ。19歳でパーリ語第5級試験をパスし、仏教学の教鞭を取ったが還俗し、外務省に就職。独学で英語、フランス語をマスターし、イギリス、フランスのタイ大使館で秘書を務めた。1926年にタイに帰国。外務省外交部に勤めたが翌1927年には印刷所を開き『ドゥワンプラティープ』紙を創刊し、文筆業を始めた。一方で政権下では無任所大臣を経験、1924年には芸術局長として政治の舞台に戻った。1942年はピブーン政権下で外相を務め、翌年には駐日大使となった。
戦後には戦争犯罪法で戦争責任を問われるが最高裁判所から「戦争犯罪法は事後成立であり違憲である」との判決が出たため釈放。1951年からは返り咲いたピブーン政権下、大蔵省、商務省、経済省の大臣などを歴任し大臣を辞めるとヨーロッパ各国の大使を務めた。1960年にはサリット政権下、サリットの政治顧問に任命され、その愛国的思想から大学の評議員や学術語の制定委員会の委員をつとめたりした。
文学者として200以上の著作を残している。筆名にオンコット、ウェーティット、サモーン、セーンタムなどがある。その著作は前述したように愛国色に満ちており強い言論統制をしいたサリット政権下でさえその著作が体制側の目の敵にされることが少なかった。また「タイ」と言う言葉が著作の題名に非常に多く使われており、これもルワンウィチットの愛国心よく表しているとされる。代表作には、学術面で『タイの歴史』、『世界の歴史』、『世界の宗教』などがあるが評価を得ていない。戯曲には『スパンの血』、『タラーンの戦い』など、長編小説には『チエンルンの王位』、『チャンパーサックの貴女』などがあり、いずれも愛国色が強い。
最初フランス人女性と結婚したが、後に離婚し、タイ人女性と再婚している。